# 島谷順子
島谷 順子（しまや よりこ）は、日本の柔道家。66kg超級及び72kg級の選手。現役時代は身長167cm。体重79kg。滋賀県の大津市出身。

## 人物
高校時代に大津柔道協会で柔道を始めた。
日体大を卒業後、宮城学院中学校・高等学校の教員となったが、女子柔道の全国大会が開催されることになると知って柔道を再開すると、1978年に講道館で初開催となった体重別選手権65kg超級に出場して3位となった。1979年には体重別選手権の決勝で慈恵医大病院職員の福田洋美を破って優勝を飾った。この当時すでに離婚していたが、1男1女を抱えていたことから「ママさん選手」として知られることになった。なお、選手時代は川村姓で大会に出場していた。続いて講道館で初開催となった強化選手選考会には72kg超級で出場すると、決勝で清水高校の角川ゆかりを破って初代チャンピオンとなった。1980年にハワイで開催された第一回の環太平洋柔道選手権大会では日本の女子選手として初めての国際大会参加となったが、72kg超級で3位となった。1981年の初頭に開催された強化選手選考会では決勝で就実高校の大村嘉奈を破って2連覇を飾った。体重別選手権では決勝で鈴木金属工業の佐藤広世を破って2年ぶり2度目の優勝を飾った。続いて名古屋で開催された環太平洋柔道選手権大会では72kg超級の決勝でアメリカのエイミー・クブリンに敗れた。無差別でも決勝で190cm、109kgもあるアメリカのバーバラ・フェストに上四方固で敗れて2位にとどまった。その後東北柔専の所属となると、アジア選手権では72kg超級と無差別の2階級制覇を達成した。1982年の体重別選手権では3位だった。なお、東北柔専校長の島谷一美と再婚した。
引退後は全日本女子代表チームのコーチとなり、1992年のバルセロナオリンピック72kg超級で銅メダルを獲得することになる坂上洋子などの指導にあたった。1996年には日本女性として初となる国際A級審判員の資格を取得した。さらには日本女子柔道倶楽部の会長となった。2007年には女性として数少ない七段に昇段した。また、全柔連の特別委員会委員に就任した。2019年には八段へ昇段した。女性で八段以上は世界で8人しかいないという。

## 主な戦績
- 1978年 -　体重別選手権　3位　65kg超級
- 1979年 -　体重別選手権　優勝　65kg超級
- 1979年　- 強化選手選考会　優勝　72kg超級
- 1980年 -　環太平洋柔道選手権大会　72kg超級　23位
- 1981年　- 強化選手選考会　優勝　72kg超級
- 1981年 -　環太平洋柔道選手権大会　72kg超級　2位　無差別　2位
- 1981年 -　体重別選手権　優勝　66kg超級
- 1981年 -　アジア選手権　72kg超級　無差別　ともに優勝
- 1981年 -　カナダ国際　72kg超級　2位
- 1982年 -　体重別選手権　3位　66kg超級

(出典、JudoInside.com)